# Component Video

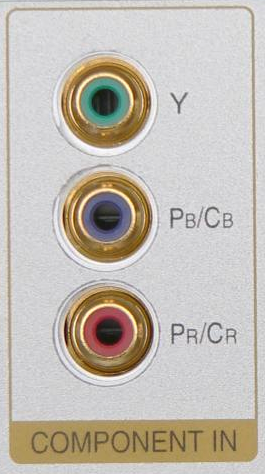
Komponenten-Eingang: Richtig ist zwar nur Y, Pb und Pr für analoge Signale, da aber die Bezeichnungen Cb und Cr für digitale Signale in der Praxis genauso häufig zu finden sind, ist diese Art der Beschriftung durchaus gerechtfertigt.

Component Video (häufig als Component oder Komponenten-Ein-/Ausgang bezeichnet) wurde ab den 1990er Jahren bis in die 2000er Jahre für hochqualitative Übertragung von Videosignalen verwendet. Bildquellen waren frühe HDTV-Empfangsgeräte, Hi-Vision LaserDisc-Abspielgeräte sowie DVD-Abspielgeräte. Zielgeräte waren höherwertige Röhren-, Plasma und TFT-Fernsehgeräte, TFT-Computermonitore und Projektoren. AV-Receiver ab den frühen 2000er Jahren konnten Component Video durchleiten.
In der Entwicklungsgeschichte lässt sich diese Technologie zwischen dem SCART-RGB-Anschluss (der nur SD-Formate im Zeilensprungverfahren übertragen konnte) und den später folgenden digitalen Anschlüssen einordnen.
YPbPr ist die Bezeichnung der analogen Signale von digital YCbCr-kodierten Bildern und Video, wie es bei JPEG- und MPEG-Daten üblich ist, wie sie auf CDs/DVDs gespeichert sind oder per DVB übertragen werden. Die Umrechnung zwischen RGB und YCbCr ist bis auf Rundungsfehler verlustfrei, solange gültige RGB-Farben verwendet werden.

## Anschluss- und Steckervarianten

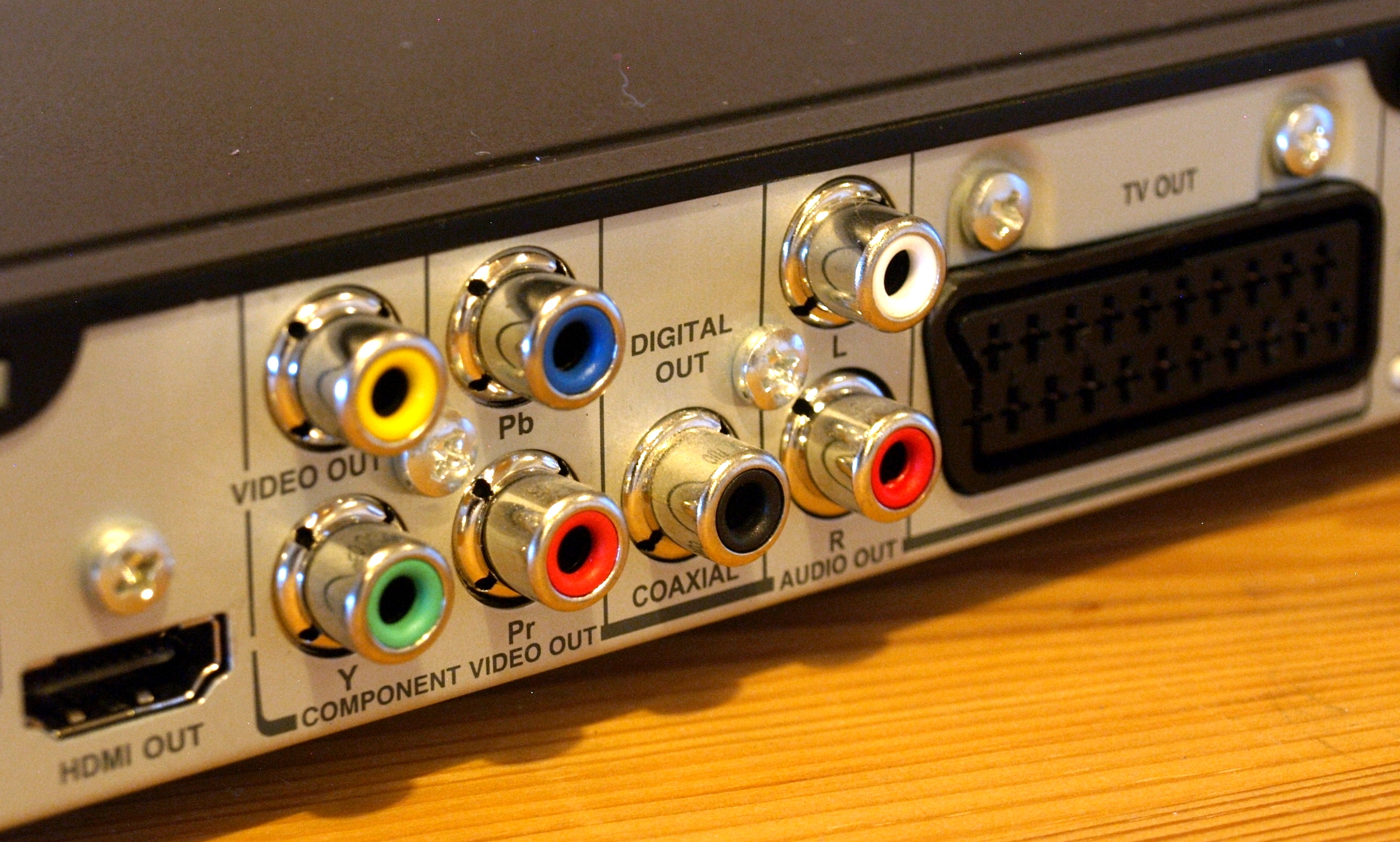
Anschlüsse eines DVD-Spielers (alles Ausgänge) (v. l. n. r.):
• HDMI OUT (schwarz): HDMI für digitales Bild (bis UHD) und Mehrkanal-Ton
• VIDEO OUT (gelb): Composite Video für Bild, Analog-TV-Qualität mit CC/CL
• Y, Pb, Pr (blau, grün, rot): Component Video für getrennte Übertragung
von Helligkeit und Farbe, Unterstützung vom HD und Vollbild-Übertragung
• COAXIAL (schwarz): S/PDIF für digitalen Ton (Mehrkanal komprimiert)
• L, R (weiß, rot): 2× Cinch für analogen Stereo-Ton
• TV OUT (schwarz, groß): SCART für analogen Stereo-Ton und Bild als
Composite Video oder RGB-Video.

Meistens und vor allem im Heimkino-Bereich wurde das Signal über drei getrennte Cinch-Kabel übertragen, bei hochwertigen Systemen auch BNC. Außerdem ist es möglich, die Komponenten-Videosignale anstelle der RGB-Signale über einen SCART-Anschluss zu übertragen; Geräte, die dazu in der Lage sind, haben i. d. R. eine Auswahlmöglichkeit in ihren Einstellungsmenüs. In Japan ist auch der D-Terminal-Anschluss verbreitet.
Der Component-Video-Anschluss überträgt ausschließlich Videosignale. Aufgrund der zur Verfügung stehenden Übertragungskapazität ist es mit der analogen Schnittstelle möglich, Auflösungen bis zu 1080p zu übertragen. Oft ist es jedoch unter dem Vorwand von Kopierschutzmaßnahmen nicht mehr erlaubt, Videosignale in hoher Qualität unverschlüsselt zu transportieren, so ist man für höhere HD-Auflösungen gezwungen, die verschlüsselbare digitale Schnittstelle HDMI zu verwenden.
Ein Abgreifen des analogen, unkomprimierten Component-Video-Streams wäre ohnehin nicht mehr praktikabel, da über „defekte“ Geräte die Möglichkeit besteht, ein unverschlüsseltes HD-Signal zu erhalten. Ein Entschlüsseln des HD-Signals ist zuletzt durch Bekanntwerden des HDCP-Masterkey wesentlich vereinfacht worden.

## Vergleich zu YUV
Component Video ist eine mittlerweile veraltete Variante der Übertragung von Videosignalen, die die vorhergehenden Übertragungsvarianten Composite Video (FBAS) und S-Video zum Teil ablöste – d. h. Empfangs-, Aufzeichnungs- und Abspielgeräte verwenden intern statt YUV- (bei PAL) bzw. YIQ-farbkodierter (bei NTSC) analoger Verfahren nun YCbCr-farbkodierte digitale Verfahren. Trotzdem wird das Component-Video-Signal in diversen Bildschirmmenüs und Testberichten häufig fälschlicherweise als YUV bezeichnet.

## Vergleich zu RGB-Video
Anders als zum Teil erwartet, löste Component Video das RGB-Signal für die Video-Aufzeichnung und Fernsehübertragung auch im analogen Bereich nicht ab, da das aufwändiger wäre. Technisch bedingt wird die Anzeige auf Bildschirmen und Projektoren ausschließlich mittels RGB-Signalen gesteuert (Aufbau des dargestellten Bildes aus roten, grünen und blauen Farbanteilen). Diese werden errechnet aus YCbCr (digital, z. B. DVD-Video oder DVB-Fernsehen) bzw. YPbPr (analoges Component Video-Kabel), und zwar entweder schon im Empfangs-/Abspielgerät (so dass die Videodaten, etwa mittels HDMI oder DVI, bereits RGB-kodiert zum Anzeigegerät übertragen werden) oder erst im Anzeigegerät selbst (so dass noch YCbCr, etwa per HDMI oder i.Link, oder YPbPr per Component Video übertragen wird).

## Features und Qualität
| Eigenschaft                                                   | Video / FBAS                          | S-Video                               | SCART- RGB                            | Component Video                       |
| Technische Parameter                                          | Technische Parameter                  | Technische Parameter                  | Technische Parameter                  | Technische Parameter                  |
| ------------------------------------------------------------- | ------------------------------------- | ------------------------------------- | ------------------------------------- | ------------------------------------- |
| Signalleitungen                                               | 1                                     | 2                                     | 3                                     | 3                                     |
| Bandbreite Luma                                               | 3,5 MHz 0,6 MHz                       | 5 MHz                                 | 7 MHz                                 | 100 MHz                               |
| Bandbreite Chroma 1                                           | 3,5 MHz 0,6 MHz                       | 1,3 MHz                               | 7 MHz                                 | 100 MHz                               |
| Bandbreite Chroma 2                                           | 3,5 MHz 0,6 MHz                       | 1,3 MHz                               | 7 MHz                                 | 100 MHz                               |
| Farbkodierung                                                 | NTSC, PAL, SECAM                      | NTSC, PAL, SECAM                      | keine Farbkodierung                   | keine Farbkodierung                   |
| Störungen / max. Auflösung                                    |                                       |                                       |                                       |                                       |
| Cross Color, Cross Luminance                                  | Grünes Häkchensymbol für ja           | Rotes X oder Kreuzchensymbol für nein | Rotes X oder Kreuzchensymbol für nein | Rotes X oder Kreuzchensymbol für nein |
| horizontale Auflösung Luma                                    | 350                                   | 500                                   | 720                                   | 1920                                  |
| horizontale Auflösung Chroma                                  | 060                                   | 130                                   | 720                                   | 1920                                  |
| vertikale Auflösung Chroma                                    | 240 (NTSC) 192 (PAL) 144 (SECAM)      | 240 (NTSC) 192 (PAL) 144 (SECAM)      | 576                                   | 1080                                  |
| Unterstützte Modi                                             |                                       |                                       |                                       |                                       |
| 480i60, 576i50                                                | Grünes Häkchensymbol für ja           | Grünes Häkchensymbol für ja           | Grünes Häkchensymbol für ja           | Grünes Häkchensymbol für ja           |
| 480p30, 576p25, 480p60, 576p50                                | Rotes X oder Kreuzchensymbol für nein | Rotes X oder Kreuzchensymbol für nein | Rotes X oder Kreuzchensymbol für nein | Grünes Häkchensymbol für ja           |
| 480p24, 720p24, 1080p24                                       | Rotes X oder Kreuzchensymbol für nein | Rotes X oder Kreuzchensymbol für nein | Rotes X oder Kreuzchensymbol für nein | Grünes Häkchensymbol für ja           |
| 720p24, 720p25, 720p30, 720p50, 720p60                        | Rotes X oder Kreuzchensymbol für nein | Rotes X oder Kreuzchensymbol für nein | Rotes X oder Kreuzchensymbol für nein | Grünes Häkchensymbol für ja           |
| 1080p24, 1080p25, 1080p30, 1080i50, 1080i60, 1080p50, 1080p60 | Rotes X oder Kreuzchensymbol für nein | Rotes X oder Kreuzchensymbol für nein | Rotes X oder Kreuzchensymbol für nein | Grünes Häkchensymbol für ja           |